# Stadion Himmaborgen
El Stadion Himmaborgen, actualmente Eleda Stadion por motivos de patrocinio, es un estadio de fútbol de Malmö, Suecia, y es el campo del club de fútbol de la Allsvenskan Malmö Fotbollförening, comúnmente conocido como Malmö FF. En las competiciones de la UEFA, el estadio es conocido como Nuevo Estadio de Malmö por razones de patrocinio. Entre 2007 y 2017, el estadio llevó por razones de patrocinio el nombre del grupo bancario sueco Swedbank, que poseía los derechos del nombre. Además de ser el campo del Malmö FF, en el estadio también se han disputado partidos juveniles e internacionales, conciertos y otros eventos. El 1 de noviembre de 2016, el papa Francisco ofició en el estadio una misa pública como parte de su visita de dos días a Escania.
El estadio es el tercero más grande utilizado por un club de fútbol de Suecia, por detrás del Friends Arena del AIK y el Tele2 Arena del Djurgårdens IF y Hammarby IF, ambos ubicados en Estocolmo. En los partidos de liga, el estadio tiene una capacidad de 24 000 espectadores, de los cuales 18 000 están sentados y 6 000 de pie. En los partidos europeos, las 6 000 plazas de pie se convierten en 3 000 asientos, haciendo que la capacidad del estadio sea de 21 000 espectadores todos sentados. El Swedbank Stadion se inauguró en abril de 2009 y sustituyó al Malmö Stadion, donde el Malmö FF llevaba jugando desde 1958. El nuevo recinto tuvo un presupuesto inicial de 398 millones de coronas, pero finalmente ascendió a 695 millones de coronas. El estadio es de categoría 4 según la clasificación de la UEFA y, por lo tanto, capaz de albergar partidos de competiciones europeas, excepto finales. El récord de asistencia fue de 24 148 en un partido de liga entre el Malmö FF y el Mjällby AIF el 7 de noviembre de 2010: en este partido, Malmö FF ganó 2-0 y se llevó el campeonato nacional ese año.

## Historia

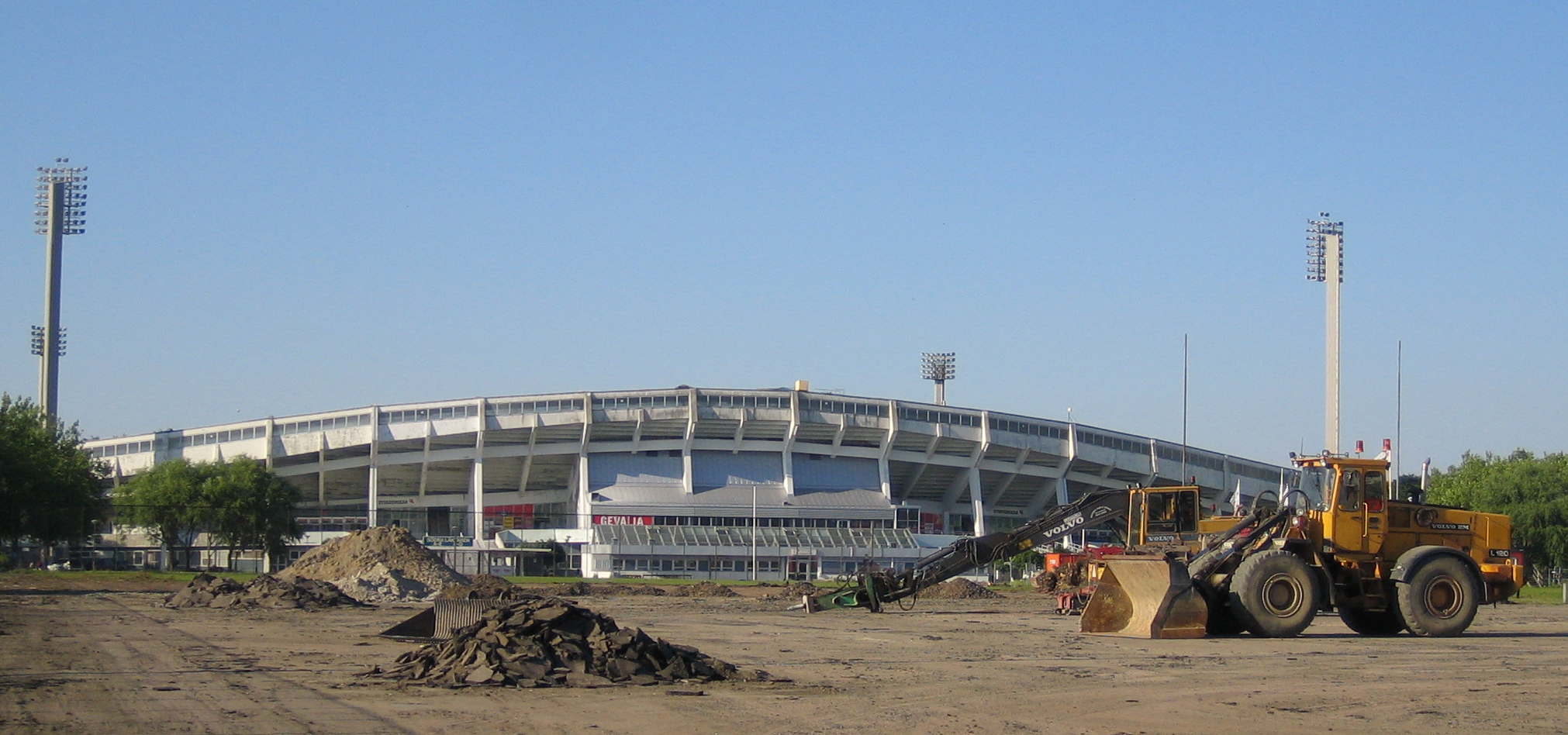
El sitio del nuevo estadio en junio de 2007 con el Malmö Stadion de fondo.

El consejo de administración del Malmö FF ya inició la búsqueda de un nuevo estadio en la década de 1990. El Malmö Stadion, donde jugaba el Malmö FF desde su construcción en 1958, comenzaba a deteriorarse en ese tiempo y también era demasiado grande para el club, que con frecuencia se esforzó por llenar partidos de la Allsvenskan. En 1995, el presidente del club, Bengt Madsen, comenzó a recaudar dinero para la renovación del Malmö IP, antiguo estadio del club entre 1910 y 1957, en un recinto de fútbol moderno. El Malmö IP era práctico y económico para el club, ya que ya su situación era existente y más pequeño que el Malmö Stadion, que era más caro de mantener. La renovación de Malmö IP se terminó en agosto de 1999 y el Malmö FF se mudó poco después. Sin embargo, el terreno renovado no estuvo a la altura de las expectativas y demostró ser muy básico para los estándares modernos, la escasa capacidad de 7600 espectadores también se consideró un problema de seguridad. Por tanto, el club se trasladó de nuevo al Malmö Stadion en 2001.
Los directores del club consideraron, pues, la construcción de un nuevo estadio en Malmö. Los planos se plantearon por primera vez en 2001, pero no fueron considerados totalmente hasta finales de 2004, cuando el equipo ganó el campeonato nacional de liga por primera vez desde 1989. La Municipalidad de Malmö anunció el 25 de abril de 2005 su intención de ayudar al club a renovar el Malmö Stadion o construir un nuevo estadio en la misma zona. Cuatro días más tarde, cinco escenarios diferentes fueron presentados por el Ayuntamiento de Malmö: el primero proponía la construcción de un nuevo estadio específicamente de fútbol al sur del Malmö Stadion, mientras que el segundo sugería la demolición de Malmö Stadion y la erección de un nuevo estadio multiusos de fútbol y con pista de atletismo en el mismo sitio. La tercera, cuarta y quinta idea fueron todas propuestas de construcción de dos estadios, uno de fútbol y otro para atletismo, en varias parcelas locales. El ayuntamiento optó por la primera opción, el 3 de diciembre de 2005, en el que se construiría un nuevo campo de fútbol al sur del Malmö Stadion, con una capacidad de 20 000 a 25 000 espectadores, con un presupuesto de 399 millones de coronas. El Malmö Stadion, por su parte, se renovó en un estadio de atletismo por 50 millones de coronas.

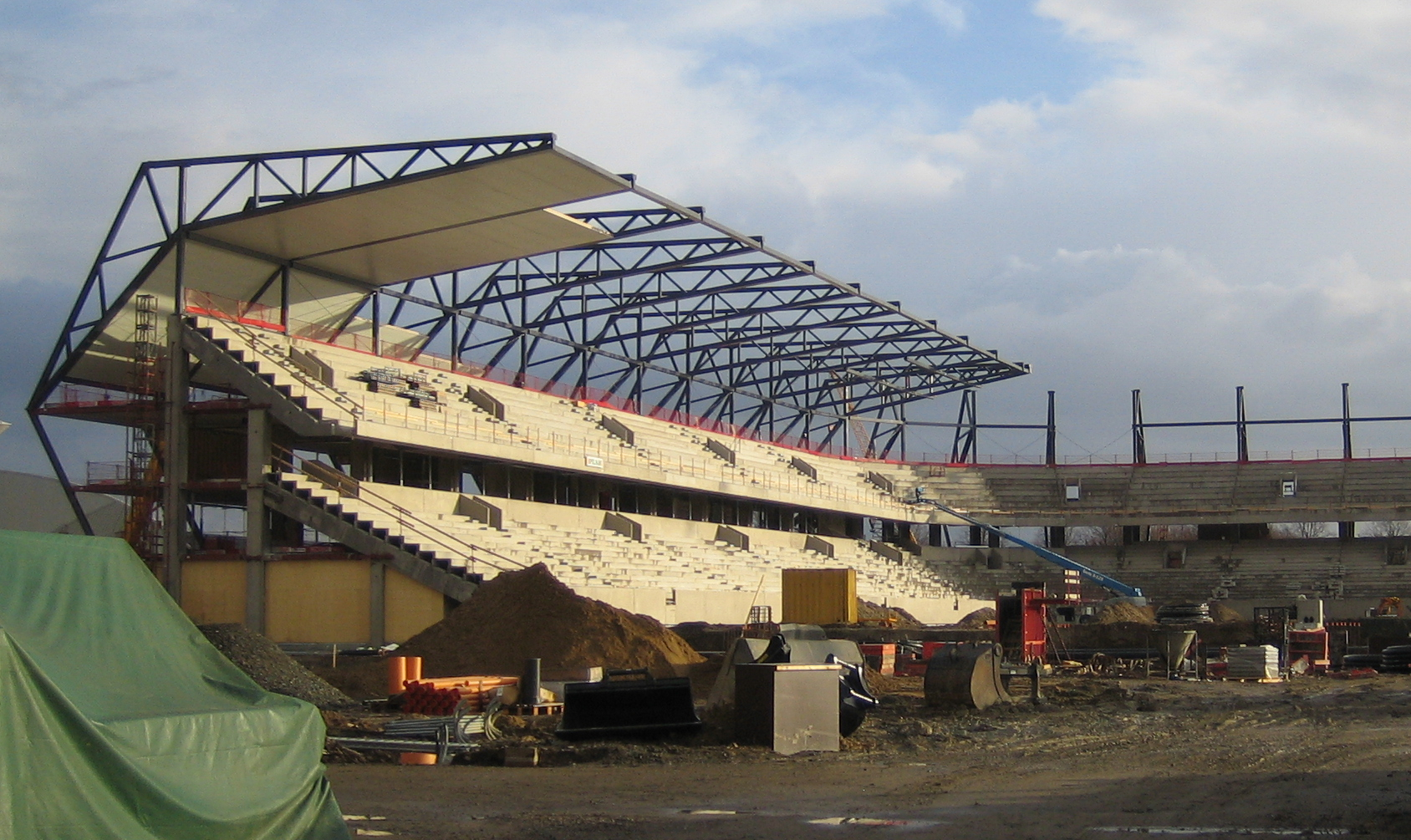
El estadio en construcción en marzo de 2008.

La construcción del nuevo estadio se inició el 23 de abril de 2007, con la celebración simbólica de la instalación de la primera piedra a cargo del presidente del Malmö FF Bengt Madsen, el presidente de la Municipalidad de Malmö Ilmar Reepalu, el capitán del equipo Daniel Andersson y dos exjugadores: el hermano de Daniel, Patrik Andersson y su padre, Roy. El estadio fue diseñado por FOJAB Arkitekter, en colaboración con Berg Arkitektkontor, que también diseñó el Friends Arena, el estadio nacional de Suecia, que se encuentra en Solna. El constructor principal del nuevo estadio del Malmö FF fue PEAB. Su presupuesto fue finalmente superado en gran medida: PEAB anunció en 2009 que costaría 695 millones de coronas en lugar de lo originalmente acordado de 399 millones. El monto adicional se explicó como errores de cálculo en el presupuesto original, así como adiciones a los planes desde el inicio de la construcción. El Malmö FF anunció el 12 de julio de 2007 que habían vendido los derechos del nombre del estadio al banco sueco Swedbank por un período de diez años, a partir de la apertura de las instalaciones. Otras compañías que adquirieron los derechos de poner su nombre en las gradas en el estadio son la compañía cervecera danesa Carlsberg, el periódico Sydsvenska Dagbladet y la empresa energética alemana E.ON. La tribuna este se encuentra actualmente sin patrocinador. El partido de inauguración del estadio se jugó varios meses antes, el 13 de abril de 2009, contra el Örgryte IS. El Malmö FF ganó el partido 3-0, y el primer gol fue anotado por el mediocampista Labinot Harbuzi. Todos los servicios relacionados con el fútbol se completaron en ese momento, pero el espacio de oficinas y algunos trabajos de exteriores aún estaban por finalizar. Esto se terminó a finales de 2009. El edificio terminado tiene 27 metros de altura, 150 metros de ancho y 215 metros de longitud.
El 9 de mayo de 2009, semanas después de que el estadio fuese abierto al público, parte de la sección de los aficionados visitantes fue transformada en gradas (cuyas localidades no son sentadas). Esto fue debido a la alta demanda por parte de los aficionados visitantes, que previamente habían tenido que pagar por un billete de asiento, a pesar de que preferían estar de pie. Incluso antes de que esta remodelación se completase, el Malmö FF bajó los precios de los billetes de aficionados visitantes para que coincida con el precio de un billete de asiento para los locales. Esta reestructuración se completó antes de la temporada 2010. Las gradas de los aficionados locales también se modificaron para facilitar la movilidad y combatir los problemas de seguridad en las gradas.

## Estructura e instalaciones

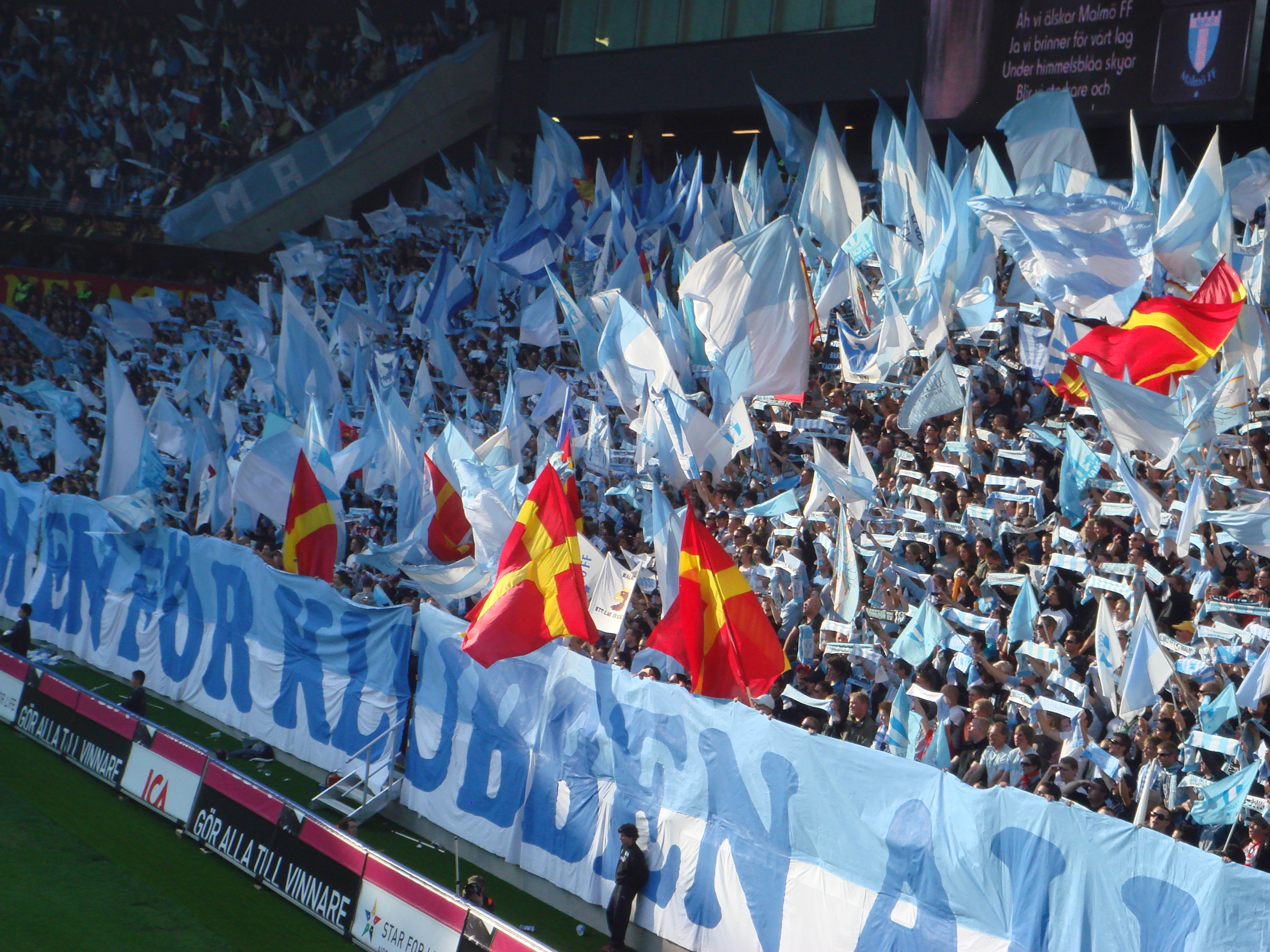
La tribuna Carlsberg cuenta con una capacidad de 6000 espectadores.

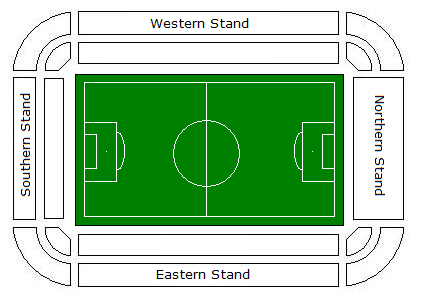
Plano del Swedbank Stadion.

El Swedbank Stadion cuenta con una capacidad total de 24 000 espectadores. Consta de cuatro tribunas: la tribuna Sydsvenskan, la tribuna Este y la tribuna Eon —estas dos últimas tienen dos niveles— y la tribuna Carlsberg, que es de gradas sin asientos. En la parte inferior derecha de la tribuna Eon también cuenta con gradas sin asientos para los aficionados visitantes, pero el resto de la tribuna es con asientos. El nivel inferior cuenta con 10 000 asientos, y el nivel superior tiene 8000 asientos. La tribuna Carlsberg tiene una capacidad para 6000 aficionados de pie, que se pueden transformar en una sección completamente asentada con una capacidad de 3000 si es necesario. Esto se hace para partidos jugados por el Malmö FF en Europa.
La tribuna Carlsberg alberga a los abonados a la temporada del equipo. Es una sección de gradas de un solo nivel, con barandilla en varios lugares de la tribuna para la seguridad y comodidad. Tiene una capacidad de hasta 100 personas con movilidad reducida y sus acompañantes en una sección específica. La tribuna también cuenta con instalaciones para conferencias con vistas al terreno de juego, así como el "Restaurang 1910", con una capacidad de 2000 clientes, en la zona interior, detrás de la zona de gradas, y un club de salud dirigido por Friskis & Svettis. La tienda oficial del Malmö FF está en el exterior de la tribuna, junto a un bar de deportes O'Leary, con capacidad para 250 personas. Las tribunas Este y Sydsvenskan albergan 54 palcos VIP entre ellos, más que cualquier otro estadio de fútbol en Suecia. Incluyendo todos los deportes, es el segundo mayor después del pabellón multiusos Malmö Arena, que cuenta con 72 palcos VIP. Las tribunas Este y Sydsvenskan también tienen 2000 asientos club a lo largo de sus niveles más altos. Estos asientos son más cómodos que los asientos regulares e incluyen comidas en el tiempo de descanso y aperitivos en "Restaurang 1910". La tribuna Sydsvenskan incluye asientos para la prensa, así como una gran sala de prensa en el interior. La zona del presidente, con capacidad para 60 personas, también está en la tribuna Sydsvenskan.
Hay 24 puestos de venta en los pasillos detrás de las gradas, con una selección de diferentes aperitivos, comidas ligeras y bebidas. Otras instalaciones incluyen sala de exposiciones, 330 retretes para hombres, 120 para mujeres y seis para los discapacitados. Las actividades previas a los partidos y medio de tiempo tienen lugar detrás de las gradas de la tribuna Carlsberg. Esta zona se llama Ståplatstorget ("La plaza de los graderíos"), e incluye ocho gradas expendedoras y un centro del grupo de aficionados MFF Support. En este, los aficionados del equipo pueden comprar recuerdos y entradas para partidos fuera de casa. La plaza también contiene bancos y mesas de acceso público. El acceso entre las diferentes zonas del estadio se vio limitada por un sistema de puertas de seguridad hasta el final de la temporada 2011, cuando el Malmö FF anunció que los seguidores podrán recorrer el estadio libremente, a excepción de las áreas ocupadas por los aficionados visitantes. Esto se hizo para crear un ambiente más libre y amable, y para animar a los aficionados a llegar antes a los partidos. Para motivar aún más a los espectadores a entrar en actividades tempranas estas se suelen celebrar en Ståplatstorget.
El nivel inferior de la tribuna está reservado para los aficionados visitantes, con la mayor parte de la zona de sentarse. La parte occidental, sin embargo, se convierte en gradas para partidos de la liga nacional. El área reservada para los aficionados visitantes varía de un partido a otro, dependiendo de la cantidad de hinchas rivales que se espera: el tamaño de la asignación se altera mediante la restricción de acceso hacia y desde el área con grandes redes de seguridad, que se colocan en el asiento y supervisados por las fuerzas de seguridad. La sección visitante es pequeña para la mayoría de partidos de la Allsvenskan, a excepción de partidos más notables contra el Helsingborgs IF, AIK, Djurgardens IF e IFK Göteborg. Estos partidos tienden a atraer grandes asistencias de aficionados rivales y la zona visitante está, por tanto, a través de todo el nivel inferior de la tribuna Eon.
En homenaje al extécnico Roy Hodgson y su exitoso periodo en Malmö, los aficionados del club han llamado extraoficialmente la esquina superior de la tribuna Este más cercana a la de Carlsberg "Roy's Hörna" («La esquina de Roy»). La esquina correspondiente de la tribuna Sydsvenskan en el otro lado de la Carlsberg se llama "Bob's Hörna" («La esquina de Bob») en homenaje a Bob Houghton. Estas secciones se llaman "Sjungande sittplats" («asientos para cantar») ya que las dos secciones están equipados con asientos, pero donde la mayoría de los espectadores están de pie y cantan en correlación con los aficionados en las gradas de la tribuna Carlsberg. Tanto Houghton como Hodgson tuvieron exitosas carreras de entrenadores en el Malmö FF, pues ambos ganaron varios títulos de liga y copa en el club.

## Propiedad y finanzas
El Swedbank Stadion es propiedad de Fotbollsstadion i Malmö Fastighets AB, una aktiebolag. Dos partes son dueñas de las acciones, el Malmö FF, que posee el 75% del accionariado, y PEAB, el contratista principal del edificio, que posee el 25% restante.
Originalmente, tres partes poseen las acciones del aktiebolag, PEAB que poseía el 50 % de las acciones, el Malmö FF, que poseía el 25 %, y Erling Pålsson Teknik & Fastighets AB que era dueño del 25 % restante. El Malmö FF, al principio, expresó su deseo de comprar las acciones de PEAB y Erling Pålsson para reducir la renta en el estadio y aumentar las ganancias. El 27 de abril de 2012 se anunció que el Malmö FF estaba cerca de comprar todo el 25 % de las acciones en propiedad de Erling Pålsson y el 25 % de las acciones propiedad de PEAB, aumentando su cuota a un 75 % y dejando PEAB con una participación de 25 %. El 1 de mayo de 2012, Malmö Stad otorgó el comodato necesario para que el Malmö FF comprase las acciones. El acuerdo, por valor de 90 millones de coronas suecas, se finalizó el 13 de junio de 2012. El objetivo a largo plazo para el Malmö FF es comprar el 25 % restante de las acciones para hacerse en propiedad total del Swedbank Stadion.El Malmö FF compró otro 6,25 % de las acciones después de clasificarse para la fase de grupos de la Liga de Campeones de la UEFA 2014-15. Después de que el club se clasificara por segunda vez consecutiva en la temporada 2015-16, se anunció que el 18,75 % restante del estadio sería comprado por el club. Las acciones restantes fueron compradas por el Malmö FF durante 2016, dejándolos con la propiedad exclusiva del estadio.

## Afluencias de público
La mayor afluencia de público en el estadio se estableció el 7 de noviembre de 2010, cuando el Malmö FF se enfrentó al Mjällby AIF (2-0) en un partido de Allsvenskan ante 24 148 espectadores. El partido fue el último de la temporada y la victoria supuso la consecución del campeonato de liga para el Malmö FF. La multitud récord para el estadio tras su total instalación de asientos se registró cuando Suecia venció a San Marino por 6-0 en un partido de clasificación para la Eurocopa 2012, el 7 de septiembre de 2010. El encuentro contó con una presencia de 21 083 aficionados. El primer partido jugado en el estadio Swedbank, una victoria por 3-0 para el Malmö FF contra el Örgryte IS, el 13 de abril de 2009, atrajo a 23 347 espectadores. El promedio de asistencia en los partidos del Malmö FF durante la temporada de 2010 fue de 15 194, el más alto en Allsvenskan ese año. No se ha superado desde entonces.
El estadio fue otorgado con el Stålbyggnadspriset, un premio que distingue el uso innovador de acero en las construcciones, y fue entregado por Stålbyggnadsinstitutet en 2009.

## Otros usos
El Swedbank Stadion acogió la final de la Eurocopa Sub-21 de 2009, junto con tres partidos de la fase de grupos. Después de esto, la sección de aficionados visitantes ha sido reformada con gradas sin asientos. El estadio recibió su primer partido del equipo nacional el 7 de septiembre de 2010, cuando Suecia jugó contra San Marino en un partido de clasificación para la Eurocopa 2012. Suecia ganó 6-0. El estadio fue sede de la Svenska Supercupen en 2011, después de que el Malmö FF ganase el campeonato de liga sueca del año anterior. El último partido internacional en el estadio fue un amistoso entre Suecia y Macedonia, el 3 de junio de 2013. La posibilidad de que el estadio fuese sede de Irak en la clasificación para la Copa Mundial de Fútbol de 2014 aumentó tras un amistoso entre Irak y Brasil el 11 de octubre de 2011.
El estadio acogió su primer concierto el 16 de abril de 2011 con el grupo ska sueco Hoffmaestro & Chraa. El concierto se celebró en Ståplatstorget, la gran zona de detrás de las gradas. El concierto contó con la presencia de 3000 personas y hubo algunas preocupaciones con respecto a la idoneidad del lugar después de que el suelo de cemento comenzara a balancearse. Sin embargo, los controles de seguridad al día siguiente mostraron que la estructura no había sido dañada y era adecuado realizar eventos similares en el futuro.

## Accesos y transporte

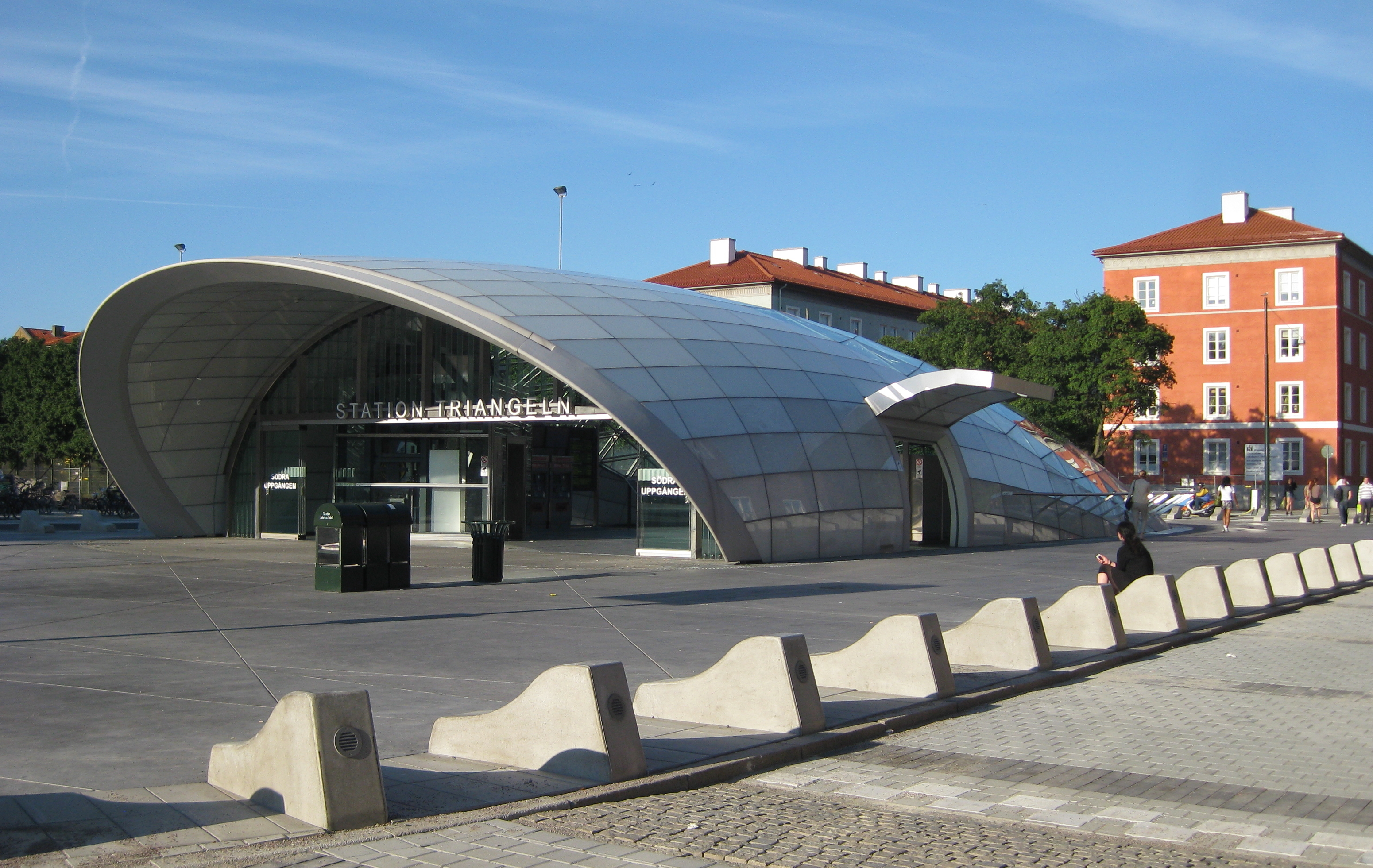
La cercana estación de Triangeln.

El Swedbank Stadion se encuentra en la confluencia de las líneas de autobús 3, 5, 6, y 34 de Malmö, que paran todas en las inmediaciones del estadio. Autoridad de tránsito local Skånetrafiken también opera autobuses especiales para los días de partido, como la línea 84, que se extiende hasta el estadio desde diferentes áreas de Malmö. Debido a la ubicación central del estadio dentro de la ciudad, el espacio de estacionamiento es limitado y se recomienda a los espectadores utilizar el transporte público, sobre todo para los partidos más importantes. El estadio también se encuentra cerca de la estación de metro Triangeln, que se inauguró en diciembre de 2010 como parte de Citytunneln. La estación es servida por trenes Pågatåg y Öresund, y se puede llegar sin escalas desde muchas partes de la región de Öresund.
El lugar de estacionamiento más cercano al Swedbank Stadion es "P-huset Stadion", un garaje con 440 plazas de aparcamiento, que fue construido especialmente para el estadio y abrió sus puertas en septiembre de 2009. Se encuentra a 100 metros del estadio, justo al lado del campo de entrenamiento del club. También hay otros aparcamientos locales y un gran número de plazas para bicicletas que rodea el extremo oeste del estadio.